# Karbi (Armenia)
Karbi (in armeno Կարբի?) è un comune dell'Armenia di 3 852 abitanti (2010) della provincia di Aragatsotn, presso Ashtarak. Nell'area si trova la basilica a tre navate di S. Astvatsatsin, datata 1691-1693, con un campanile del 1338 separato dalla chiesa; nel paese sono situati anche la chiesa di S. Gevorg o S. Kiraki (XI-XIII secolo), un santuario a Tukh Manuk ed una cappella dell'XI-XIII secolo.

## Storia
Il nome di Karbi è stato registrato in alcuni manoscritti fin dal XIII secolo, ed è anche menzionato in un'iscrizione dello stesso periodo sul muro meridionale della chiesa di Katoghike del monastero di Astvatsnkal, costruito tra il V e il XIII secolo. Essa recita:
La storia di Karbi è segnata da invasioni, distruzione e saccheggi. Nei manoscritti (fine XIV secolo-metà XV secolo) scritti da T'ovma Metsobets'i, l'autore lasciò un racconto delle invasioni di Tamerlano del XIV secolo e affermò che "poi [Tamerlano] venne nella zona di Ararat e Karbi e la zona di Kotayk". In questo periodo lo sviluppo del paese si arrestò.
Durante la prima metà del XVII secolo, Karbi fu severamente danneggiata nelle guerre tra Persia ed Impero ottomano; dopo il periodo di pace seguito al 1639, ripresero la costruzione degli edifici ed il commercio.
Nel 1724 i comandanti ottomani Güç Ali e Yalguz Hasan ricevettero l'ordine da Abdullah Pasha di avanzare e porre sotto assedio Karbi, per saccheggiarlo e renderne schiavi gli abitanti. Ciascuno dei due comandanti aveva originariamente sotto il proprio comando approssimativamente 1800 soldati ed entrambi soffrirono molte perdite durante la loro avanzata verso Erevan in una battaglia presso Yeghvard combattuta nel marzo di quell'anno.
I residenti di Karbi vennero a sapere dell'arrivo dell'esercito e cominciarono a fortificare il loro insediamento per difendersi dagli Ottomani. Gli anziani del pasese mandarono un messaggero al Khan Mehr Ali di Yerevan dicendo che "l'armata ottomana è arrivata ed ha posto sotto assedio Karbi. Se avete intenzione di mandare truppe, siamo pronti a difendere il nostro paese con le nostre vite. Potremo attaccare il nemico e scacciarlo."; il Khan di Yerevan non rispose al loro appello urgente, né mandò delle truppe.
Gli abitanti di Karbi decisero di restare e difendere la propria terra contro gl'invasori, ed ebbero successo per quaranta giorni. Abdullah Pasha venne con le sue truppe ad aiutare i suoi due comandanti, ma non attaccò Karbi, mandando invece un messaggio agli assediati chiedendo loro di sottomettersi all'Impero Ottomano in cambio della protezione del suo esercito; gli anziani chiesero dieci giorni per convincere gli altri difensori a sottomettersi al Pasha: egli acconsentì alla loro richiesta.
In questi dieci giorni gli anziani mandarono segretamente un messaggio al Khan Mehr Ali di Yerevan: "Assediati dalle forze ottomane, siamo stati forzati a dare la nostra parola al comandante ottomano che consegneremo Karbi in dieci giorni, poiché non possiamo opporci ad un esercito così grande. Diteci cosa dovremmo fare.". Il Khan rispose che avrebbe mandato polvere da sparo e piccoli cannoni, e ordinò loro di non arrendersi ma al contrario di continuare a combattere come loro dovere; aggiunse che "Il vostro Catholicos, Asdvadzadur, è andato a trovare lo Shah Tahmasp a cercare aiuto per questo pericoloso conflitto che incombe su di noi. Abbiate pazienza, dunque, finché non riceveremo notizie da loro.".
Gli anziani decisero dopo la fine dei dieci giorni di cedere il controllo di Karbi all'esercito di Abdullah Pasha. Gli Ottomani ordinarono di "prepararsi a sottomettersi e a consegnare le armi"; quando fu chiesto quanti abitanti ci fossero dentro i confini del paese, gli anziani risposero che "Ci sono circa 6000 individui". Gli abitanti fecero come era stato loro chiesto e consegnarono le armi all'armata ottomana; il Pasha diede a ciascuno degli anziani un kalat (abiti d'onore di stoffa fine) e ordinò che sei compagnie di truppe rimanessero a guardia del paese, proseguì con il resto dei suoi uomini ad assediare Yerevan.
Karbi ricevette una breve visita nell'ottobre del 1734 di Abramo Kretatsi quando ancora era al servizio del Catholicos Abramo II. Scrisse: "Il giorno dopo, su mia richiesta, andammo a Parpi e da lì a Karbi, dove passammo la notte nelle residenze di Paron Khachatur e Paron Ohazar.".